# Louis-Frédéric Bourgeois de Mercey
Pour les articles homonymes, voir Mercey (homonymie).
Louis-Frédéric Bourgeois de Mercey, né le 24 mai 1762 à Louisbourg et mort à Paris (ancien 10e arrondissement) le 16 novembre 1850, est un administrateur lorrain puis, après 1766, français.
D’une famille originaire de Lorraine, Louis-Frédéric Bourgeois de Mercey est le fils de Claude Louis Bourgeois de Mercey et Marie Denise Vriot. 
Il est nommé en 1805 administrateur général du domaine privé et du domaine extraordinaire de l’Empire en Italie.
Il introduit dans le royaume de Naples la culture de l’indigo et obtient à Naples en 1813 le titre de comte.  
À la chute de Murat, il revient à Paris, et cultive les beaux-arts, qu’il avait toujours aimés. Caroline Murat lui donne un des chapeaux de Napoléon qu'elle avait reçu à la mort de celui-ci, son frère,  en 1821. De la famille Mercey, le chapeau passera aux mains du peintre Jean-Léon Gérôme qui en fera don, en 1904, au musée du château de Chantilly, où il est toujours conservé.
Il avait épousé, le 23 juin 1796 à Amiens (5ème arrondissement), Marie Anne Hélène Elisabeth Dottin (Amiens, paroisse Saint Firmin le confesseur, 11 avril 1775- La Faloise, 23 août 1840), dont il eut deux enfants : 
- Elisabeth Geneviève Bourgeois de Mercey (1797-1833), mariée à Paris en 1817 avec François Alexandre Desprez, général, Grand-croix de la Légion d'Honneur, Grand-croix de l'Ordre de Léopold (1778-1833) ;

- Frédéric Bourgeois de Mercey, artiste peintre et écrivain, membre de l'Institut, officier de la Légion d'Honneur, marié avec Anna Morgan.

## Sources
- Ferdinand Hoefer, Nouvelle Biographie générale, t. 35, Paris, Firmin-Didot, 1861, p. 14.
- Chartrier du château de La Faloise, Archives Départementales de la Somme, sous-série 81 J.